# Deutsch (cratère)
Pour les articles homonymes, voir Deutsch.
Deutsch est un cratère d'impact lunaire situé sur la face cachée de la Lune. Il se trouve au sud-ouest du plus grand cratère Seyfert (en). Polzunov se trouve à environ un cratère à l'est-nord-est.
Son nom vient d'Armin Joseph Deutsch, un astronome et auteur de science-fiction américain.
Ce cratère présente un rebord érodé relativement bas, fortement endommagé dans sa partie sud-est. Cette portion est recouverte par Deutsch F à l'est et Deutsch L au sud, avec une zone irrégulière entre ces deux formations. Le fond intérieur de Deutsch est relativement plat, mais marqué par plusieurs petits impacts.
Un rayon de Giordano Bruno au nord-nord-ouest passe le long du bord ouest de Deutsch.

## Cratères satellites
Par convention, ces caractéristiques sont identifiées sur les cartes lunaires en plaçant la lettre sur le côté du point médian du cratère le plus proche de Deutsch.
| Deutsch | Latitude | Longitude | Diamètre |
| ------- | -------- | --------- | -------- |
| F       | 24,1° N  | 112,0° E  | 31 km    |
| L       | 22,4° N  | 110,8° E  | 36 km    |